# Virginijus
Virginijus ist ein litauischer männlicher Vorname (abgeleitet von Virginius). Die weibliche Form ist Virginija.

## Personen
- Virginijus Baltušnikas (* 1968),  sowjetlitauischer Fußballspieler
- Virginijus Braziulis (* 1965), Fernschachspieler
- Virginijus Česnulevičius (1956–2008), Grenzschutzleiter, Oberstleutnant
- Virginijus Dambrauskas (* 1962), Schachspieler
- Virginijus Grabliauskas (* 1972), Schachspieler
- Virginijus Martišauskas (1946–2015), Journalist und Politiker, Seimas-Mitglied
- Leonas Virginijus Papirtis (* 1949), Rechtsanwalt, Anwaltskammerleiter
- Virginijus Pikturna (* 1961), Politiker, Seimas-Mitglied
- Virginijus Ražukas (* 1964), Politiker, Seimas-Mitglied
- Virginijus Sinkevičius (* 1990), Politiker, Seimas-Mitglied und Wirtschaftsminister
- Virginijus Šmigelskas (* 1961), Politiker, Seimas-Mitglied